# Сепух (дворянский титул)
Сепух (арм. Սեպուհ) — титул представителей одной из прослоек светской знати (сепухнер) в средневековой Армении. Сепухи составляли младший класс дворянства в раннефеодальном царстве Великой Армении. Титул «сепух» носили сыновья нахарара (крупного феодала) и сыновья представителей его династии. Они подчинялись нахарару, должны были нести военную службу в воинской части или дружине данного феодала, исполняли другие вассальные обязательства. Сепухи крупных или средний нахарарских родов или же сыновья младших нахараров в Великой Армении назывались старшими сепухами. Они часто принимали участие в государственных делах (приглашены на Общенациональное собрание — Ашхаражохов, имели печать, получали должности в царском дворце и т. д.).